# Nepenthes lowii
Nepenthes lowii Hook.f., 1859 è una pianta carnivora della famiglia Nepenthaceae, endemica del Borneo, dove cresce a 1650–2600 m.

## Conservazione
La Lista rossa IUCN classifica Nepenthes lowii come specie vulnerabile.